# Achlyodidini
Los achliodidinos (Achlyodidini) son una tribu  de lepidópteros ditrisios  de la subfamilia Pyrginae dentro de la familia Hesperiidae.

## Géneros
| - Achlyodes - Achylodes - Aethilla - Atarnes - Charidia | - Doberes - Eantis - Gindanes - Haemactis - Milanion | - Ouleus - Paramimus - Pythonides - Quadrus - Zera |